# 沙赫扎达·达伍德
沙赫扎达·达伍德（烏爾都語： / 英語：，1975年2月12日—2023年6月18日）是一名企业家、投资家和慈善家，他拥有巴基斯坦、英国及马耳他三个国家的公民权。2023年6月18日，他与他19岁的儿子苏莱曼·达伍德（Suleman Dawood）及其他三人在参与对泰坦尼克号残骸的深海探险中罹难。

## 早年概况
沙赫扎达·达伍德于1975年2月12日出生在巴基斯坦旁遮普省的拉瓦尔品第；他的父亲是侯赛因·达伍德。他的祖父艾哈迈德·达伍德是一位著名的门蒙族实业家，他创立了达伍德家族的家族产业达伍德海克力士公司。沙赫扎达于白金汉大学获法学学士学位，并于费城大学（现名托马斯·杰斐逊大学）获全球纺织品营销专业的理学硕士学位。

## 职业生涯
沙赫扎达·达伍德曾担任昂国企业的副董事长和达伍德海克力士公司的董事。
沙赫扎达自2003年起一直担任昂国企业董事会的董事；2021年10月，他当选为副董事长。而在此之前，他还担任过达伍德海克力士公司的副董事长。他通过并购纺织、化肥、食品和能源领域的上市公司来寻找增长机会。沙赫扎达曾多次在世界经济论坛上发表谈话，并在2020年于妇女和女童参与科学国际日上在联合国发言。

## 慈善事业
1996年至2003年期间，沙赫扎达·达伍德一直担任其家族基金达伍德基金的受托人。该基金一直协调配合侯赛因·达伍德承诺，这是一项为巴基斯坦抗击嚴重特殊傳染性肺炎疫情的私人捐款。同时在巴基斯坦疫情期间，沙赫扎达为巴基斯坦境内受其影响的人们提供心理支持。
沙赫扎达还是昂国基金（The Engro Foundation）的受托人，同时也是王子信托（由查尔斯三世创立）的全球顾问委员会成员和SETI协会的董事会成员。

## 个人生活
沙赫扎达·达伍德的妻子是克里斯蒂·达伍德（Christine Dawood），他们共同育有两个子女：苏莱曼（Suleman）和艾琳娜（Alina）。
据报道，沙赫扎达在2006年通过个人投资计划（Individual Investor Programme）成为马耳他公民。
媒体报道表明，达伍德对探索自然栖息地和可再生能源有着浓厚的兴趣。他被描述为“摄影爱好者”，特别热衷于野生动物摄影和探索不同的自然栖息地。

### 死讯
沙赫扎达·达伍德与他的家人离开他们位于伦敦的住所并前往加拿大，他们打算在那度过为期一个月的旅程。沙赫扎达是一名狂热的“泰坦尼克号”爱好者，“多年来对相关科学研究和发现充满了热情”。他为自己和儿子苏莱曼预定了父亲节前往北大西洋深海观赏泰坦尼克号残骸的泰坦号潜水器船票，泰坦尼克号于1912年首航时在北大西洋撞上冰山而沉没。该探险计划将乘客带到海面下3,800（12,500英尺）的深度；计划于2023年6月18日开始，总共持续大约8个小时。然而在实际下降后大约一个半小时后，泰坦号与海面上的北极王子号失去联络。针对泰坦号的搜救涉及来自美国、加拿大和法国的海上及空中支持。
2023年6月23日，美国海岸警卫队确认，他们在与泰坦尼克号残骸船头约500（1,600英尺）的地方发现了泰坦号的残骸，表示这“与压力舱发生灾难性破坏相符”并确认泰坦号上的全体船员——包括沙赫扎达·达伍德和他的儿子苏莱曼·达伍德，以及哈米什·哈丁、保罗-亨利·纳尔若莱、海洋之门首席执行官斯托克顿·拉什在内的5人已经罹难。根据沙赫扎达的姐姐阿兹梅·达伍德（Azmeh Dawood）的说法，苏莱曼对这次旅行表示犹豫并感到“害怕”，但因为刚好是父亲节，所以苏莱曼想让自己的父亲感到高兴。